# Aphnaeus nyanzae
Aphnaeus nyanzae är en fjärilsart som beskrevs av Henry Stempffer 1954. Aphnaeus nyanzae ingår i släktet Aphnaeus och familjen juvelvingar. Inga underarter finns listade i Catalogue of Life.